# Fakötés
A fakötések a faipari termékek darabjait fogják össze. Lehetnek szilárdak, ahol a kötés felülete össze van ragasztva  vagy oldhatóak, ragasztás nélkül. Céljuk lehet egy szerkezet kialakítása, méret növelése, vagy a vetemedés megakadályozása.

## Fakötések fajtái
- Toldások
- Keretkötések 
  - Sarokkötések
  - Keresztkötések
  - T-kötések
- Kávakötések
  - Egyszerű kávakötések
  - Fogazások